# Kathrin Zettel

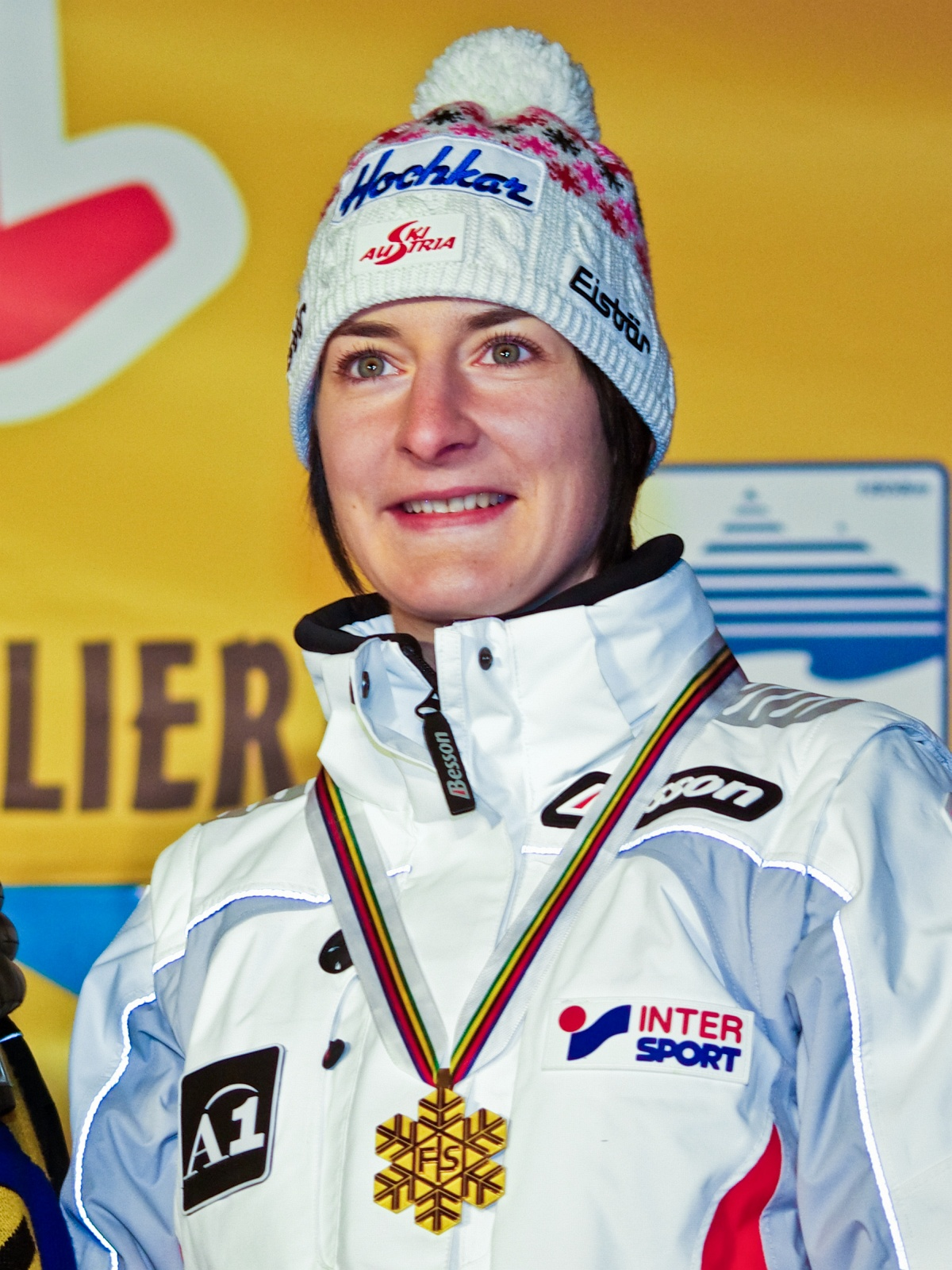
Weltmeisterin Kathrin Zettel mit ihrer Super-Kombinations-Goldmedaille von Val-d’Isère 2009

Kathrin Zettel (* 5. August 1986 in Scheibbs) ist eine ehemalige österreichische Skirennläuferin. Sie wurde 2009 Weltmeisterin in der Super-Kombination und zählte zu den besten Athletinnen in den technischen Disziplinen Riesenslalom und Slalom. Beheimatet ist sie in Göstling an der Ybbs in Niederösterreich.

## Biografie
Ihren ersten großen Erfolg feierte Zettel im Februar 2004, als sie bei den Juniorenweltmeisterschaften in Maribor Weltmeisterin im Slalom und Vizeweltmeisterin in der Alpinen Kombination wurde. Einen Monat später bestritt sie ihr erstes Rennen im Weltcup. Im darauf folgenden Jahr wurde sie bei den Juniorenweltmeisterschaften in Bardonecchia Weltmeisterin in der Kombination und Vizeweltmeisterin im Slalom.
Ihre gute Form konnte sie konservieren und fuhr bei den Weltmeisterschaften 2005 in Santa Caterina in der Kombination auf Platz sechs und im Slalom auf den vierten Rang. Am letzten Tag gewann sie zusammen mit ihren Teamkollegen Nicole Hosp, Renate Götschl, Benjamin Raich, Rainer Schönfelder und Michael Walchhofer die Silbermedaille im neu geschaffenen Mannschaftswettbewerb.
In der Saison 2005/06 bestach Zettel vor allem durch Beständigkeit, denn sie konnte sich 16 Mal unter den besten Zehn platzieren. Dadurch belegte sie im Gesamtweltcup Rang sieben, wurde im Slalomweltcup Vierte und im Riesenslalom- sowie Kombinationsweltcup Sechste. Bei den Olympischen Winterspielen in Sestriere verpasste sie als Vierte in der Kombination knapp eine Medaille. Am 25. November 2006 gewann sie ihr erstes Weltcuprennen, den Riesenslalom in Aspen. Einen Monat später gelang ihr am Semmering ihr zweiter Riesenslalom-Sieg. Bei den Weltmeisterschaften 2007 in Åre erreichte sie sowohl im Slalom als auch in der Super-Kombination Platz fünf, im Riesenslalom wurde sie Neunte. Im März 2007 stürzte sie in der Super-Kombinations-Abfahrt in Tarvisio schwer und erlitt dabei einen  Schienbeinkopf- sowie Nasenbeinbruch. Im Oktober 2007 feierte sie mit einem dritten Platz beim Weltcup-Auftakt in Sölden ein erfolgreiches Comeback. Beim Slalom in Aspen im Dezember 2007 und beim Saisonfinale 2008 in Bormio im Riesenslalom fuhr sie jeweils als Dritte ebenfalls auf das Podest.
Am 6. Februar 2009 gewann Kathrin Zettel bei den Weltmeisterschaften in Val-d’Isère die Goldmedaille in der Super-Kombination. Im Riesenslalom belegte sie nach Bestzeit im ersten Lauf Platz sechs. Im abschließenden Slalom schied sie schon nach wenigen Toren aus. Im Weltcup gewann sie in der Saison 2008/09 die Riesenslaloms in Sölden, am Semmering, in Cortina d’Ampezzo und in Ofterschwang, musste sich aber im Riesenslalomweltcup Tanja Poutiainen um sieben Punkte geschlagen geben und wurde Zweite.
Am 17. Jänner 2010 gewann Zettel in Maribor ihren ersten Weltcupslalom, am Tag zuvor hatte sie bereits den Riesenslalom für sich entschieden. Entgegen den Erwartungen konnte sie bei den Olympischen Winterspielen 2010 keine Medaille gewinnen. Sie wurde Vierte in der Super-Kombination, Fünfte im Riesenslalom und 13. im Slalom. Am 6. Februar 2011 wurde sie Dritte im Riesenslalom von Zwiesel und stand somit erstmals in der Saison 2010/11 auf dem Podest. Ein weiterer Podestplatz gelang ihr Mitte März mit Platz zwei im Slalom von Špindlerův Mlýn. Bei den Weltmeisterschaften 2011 in Garmisch-Partenkirchen gewann sie die Silbermedaille im Slalom; auf einen Start in der Super-Kombination hatte die Titelverteidigerin zuvor verzichtet. Im Riesenslalom wurde sie Zwölfte.
In der Weltcupsaison 2011/12 standen zwei dritte Plätze als Bestergebnisse zu Buche. Etwas erfolgreicher war Zettel in der Saison 2012/13. Sie gewann ein Weltcuprennen, wurde viermal Zweite und zweimal Dritte. Bei den Weltmeisterschaften 2013 in Schladming verpasste sie zweimal knapp eine Medaille (Vierte im Riesenslalom, Fünfte in der Super-Kombination). Am 21. Februar 2014 gewann Zettel die Bronzemedaille im Slalom bei den Olympischen Winterspielen 2014 in Sotschi. Mit dem 3. Platz am 1. März 2015 in der Superkombi von Bansko erreichte sie ihren 50. Podestplatz. Am 13. Juli 2015 gab Zettel ihren Rücktritt vom alpinen Skisport bekannt.
Am 9. Dezember 2018 wurde Kathrin Zettel Mutter eines Sohnes, am 3. August 2021 kam ihre Tochter zur Welt. Sie lebt mit ihrer Familie in Admont.

## Erfolge

### Olympische Spiele
- Turin 2006: 4. Kombination, 7. Riesenslalom
- Vancouver 2010: 4. Super-Kombination, 5. Riesenslalom, 13. Slalom
- Sotschi 2014: 3. Slalom, 19. Riesenslalom

### Weltmeisterschaften
- Bormio 2005: 2. Mannschaftswettbewerb, 4. Slalom, 6. Kombination
- Åre 2007: 5. Slalom, 5. Super-Kombination, 9. Riesenslalom
- Val-d’Isère 2009: 1. Super-Kombination, 6. Riesenslalom
- Garmisch-Partenkirchen 2011: 2. Slalom, 12. Riesenslalom
- Schladming 2013: 4. Riesenslalom, 5. Super-Kombination, 10. Slalom
- Vail/Beaver Creek 2015: 5. Slalom, 6. Alpine Kombination, 7. Riesenslalom

### Weltcupwertungen
| Saison  | Gesamt | Gesamt | Abfahrt | Abfahrt | Super-G | Super-G | Riesenslalom | Riesenslalom | Slalom | Slalom | Kombination | Kombination | City Event | City Event |
| Saison  | Platz  | Punkte | Platz   | Punkte  | Platz   | Punkte  | Platz        | Punkte       | Platz  | Punkte | Platz       | Punkte      | Platz      | Punkte     |
| ------- | ------ | ------ | ------- | ------- | ------- | ------- | ------------ | ------------ | ------ | ------ | ----------- | ----------- | ---------- | ---------- |
| 2004/05 | 36.    | 193    | –       | –       | –       | –       | 18.          | 98           | 23.    | 95     | –           | –           | –          | –          |
| 2005/06 | 7.     | 872    | 49.     | 16      | 30.     | 58      | 6.           | 314          | 4.     | 399    | 6.          | 85          | –          | –          |
| 2006/07 | 11.    | 568    | –       | –       | 31.     | 45      | 7.           | 206          | 8.     | 257    | 11.         | 60          | –          | –          |
| 2007/08 | 13.    | 558    | –       | –       | 23.     | 57      | 6.           | 249          | 9.     | 192    | 11.         | 60          | –          | –          |
| 2008/09 | 4.     | 1046   | –       | –       | 23.     | 74      | 2.           | 501          | 6.     | 309    | 3.          | 162         | –          | –          |
| 2009/10 | 5.     | 938    | –       | –       | 37.     | 22      | 2.           | 394          | 2.     | 490    | 14.         | 32          | –          | –          |
| 2010/11 | 13.    | 499    | –       | –       | –       | –       | 10.          | 172          | 6.     | 327    | –           | –           | –          | –          |
| 2011/12 | 12.    | 585    | –       | –       | 44.     | 5       | 19.          | 115          | 5.     | 356    | 5.          | 79          | 5.         | 30         |
| 2012/13 | 7.     | 759    | –       | –       | –       | –       | 5.           | 382          | 8.     | 317    | 8.          | 60          | 15.        | 15         |
| 2013/14 | 14.    | 469    | –       | –       | –       | –       | 5.           | 284          | 11.    | 185    | –           | –           | –          | –          |
| 2014/15 | 7.     | 646    | –       | –       | –       | –       | 8.           | 230          | 5.     | 356    | 3.          | 60          | –          | –          |

### Weltcupsiege
- 50 Podestplätze in Einzelrennen, davon 9 Siege:

| Datum             | Ort               | Land        | Disziplin    |
| ----------------- | ----------------- | ----------- | ------------ |
| 25. November 2006 | Aspen             | USA         | Riesenslalom |
| 28. Dezember 2006 | Semmering         | Österreich  | Riesenslalom |
| 25. Oktober 2008  | Sölden            | Österreich  | Riesenslalom |
| 28. Dezember 2008 | Semmering         | Österreich  | Riesenslalom |
| 25. Jänner 2009   | Cortina d’Ampezzo | Italien     | Riesenslalom |
| 6. März 2009      | Ofterschwang      | Deutschland | Riesenslalom |
| 16. Jänner 2010   | Maribor           | Slowenien   | Riesenslalom |
| 17. Jänner 2010   | Maribor           | Slowenien   | Slalom       |
| 25. November 2012 | Aspen             | USA         | Slalom       |

- 2 Podestplätze bei Mannschaftswettbewerben

### Europacup
- Saison 2003/04: 2. Gesamtwertung, 3. Riesenslalomwertung, 4. Slalomwertung
- Saison 2004/05: 6. Gesamtwertung, 2. Riesenslalomwertung
- 17 Podestplätze, davon 5 Siege:

| Datum             | Ort                | Land       | Disziplin    |
| ----------------- | ------------------ | ---------- | ------------ |
| 18. Februar 2004  | Rogla              | Slowenien  | Slalom       |
| 28. Februar 2004  | Sankt Sebastian    | Österreich | Slalom       |
| 18. Dezember 2006 | Schruns            | Österreich | Slalom       |
| 20. Jänner 2014   | Kirchberg in Tirol | Österreich | Riesenslalom |
| 21. Jänner 2015   | Zell am See        | Österreich | Riesenslalom |

### Juniorenweltmeisterschaften
- Briançonnais 2003: 6. Slalom, 18. Riesenslalom, 19. Super-G
- Maribor 2004: 1. Slalom, 2. Kombination, 7. Riesenslalom, 12. Abfahrt
- Bardonecchia 2005: 1. Kombination, 2. Slalom, 4. Riesenslalom, 4. Super-G, 13. Abfahrt

### Weitere Erfolge
- Österreichische Meisterin im Riesenslalom und im Slalom jeweils 2009 und 2014[3]
- Silbermedaille im Super-G beim European Youth Olympic Festival 2003
- 2 Siege im Nor-Am Cup (1 × Slalom, 1 × Riesenslalom)
- 5 Siege in FIS-Rennen (4 × Slalom, 1 × Riesenslalom)

## Auszeichnungen (Auszug)
- 2005: Silbernes Ehrenzeichen für Verdienste um die Republik Österreich
- 2015: Goldenes Ehrenzeichen für Verdienste um das Bundesland Niederösterreich